# Dino Bouterse
Dino Delano Bouterse (Overijssel, Países Bajos, 27 de septiembre de 1972) es un criminal de Surinam y exlíder de la Counter Terror Unit (CTU). Él es el hijo de Desi Bouterse, el duodécimo Presidente de Surinam.

## Biografía
Dino Delano Bouterse nació el 27 de septiembre de 1972, en Overijssel, Países Bajos. Dino es el segundo hijo del matrimonio entre Desi Bouterse y Ingrid Figueira. En 1975 la familia regresó a Surinam. Dino tiene la nacionalidad surinamesa.

## Actividades criminales
En 1994, Dino fue sospechoso de la desaparición de tres narcotraficantes brasileños. Junto con Marcel Zeeuw, Dino fue arrestado y pasó cerca de cinco meses en la cárcel. Pero cuando el caso llegó al tribunal, el principal testigo retiró su testimonio. Dino fue absuelto.
En 2002, Dino fue sospechoso del robo de veinte rifles AK 47 y 51 pistolas del almacenamiento de la Central de Inteligencia y Seguridad del Departamento de Surinam. Fue buscado por diez meses, antes de ser arrestado el 12 de junio de 2003 en el aeropuerto de Curazao con un falso pasaporte holandés. Después de tener el demandante Jochem Brunings una conversación con Irvin Kanhai, el abogado de Dino, retiró su declaración inculpatoria y Dino fue absuelto por falta de evidencia.
En 2005, Dino fue condenado a ocho años de prisión por narcotráfico internacional y tráfico de armas. Él apeló la decisión del tribunal. De los ocho años, Dino pasó sólo cinco en prisión.
El 28 de agosto de 2013 Dino Bouterse fue detenido en Panamá por la policía de Estados Unidos, en el marco de una operación contra el tráfico de armas. En marzo de 2015 fue condenado en Nueva York a 16 años y tres meses de prisión.

## Carrera militar
Al igual que su padre Dino es un exmilitar. Aunque no llegó a terminar la formación de sargento, Dino ostentó el rango. Su padre era jefe del ejército de Surinam en ese momento y se asume que la influencia de su padre tuvo un papel en el nombramiento de Dino.

## Counter Terror Unit
Poco después de que Desi Bouterse fuese elegido presidente de Surinam, designó su hijo Dino como líder de la fuertemente armada Counter Terror Unit (CTU), una organización controversial con estatuto militar y policial, que, según el presidente Bouterse, tiene como objetivo luchar contra el terrorismo en el país. En una rueda de prensa en diciembre de 2010, el presidente Bouterse respondió a un periodista, que preguntó por qué Dino fue, a pesar de su condena, nombrado como jefe de la CTU, con las siguientes palabras: "En la CTU los mejores son colocados y mi hijo está entre los mejores". "Él dirige la CTU y ninguna ley ha sido violada". El nombramiento de Dino generalmente fue considerado polémico. Freddy Kruisland, un famoso abogado de Surinam, dijo que Dino Bouterse debía ser condenado porque amenazaba la seguridad nacional. "Entonces él no puede ser designado en esa posición", dijo Kruisland. Según Melvin Linscheer, director general de la Seguridad Nacional de la oficina del Presidente, Dino era responsable de los asuntos logísticos de la CTU y no participa en las operaciones de esta.
Desde su detención en 2013, ya no se encuentra vinculado a la organización.